# Sidi Bou Zid
|  | Per a altres significats, vegeu «Sidi Bouzid». |

Sidi Bou Zid o Sidi Bouzid (àrab: سيدي بوزيد, Sīdī Būzīd) és una ciutat de Tunísia, capital de la governació homònima. És uns 130 km a l'oest de Sfax, en una zona dominada pel cultiu de l'olivera. La ciutat està envoltada de muntanyes: Djbel Lassouda i Djebel Akrouta al nord i Djebel El Kebar i Djebel Boudinar al sud, amb el Djebel El Kebar, de 793 m, com a punt més alt. Dos petits rierols normalment secs però que a vegades es desborden voregen la ciutat, l'Oued Gammouda i l'Oued Falat Gallah. La seva població és de 39.915 habitants i és capçalera de dues delegacions: Sidi Bouzid Ouest i Sidi Bouzid Est.

## Economia
L'economia es basa en l'olivera i la comercialització de productes agrícoles (olives, cereals, fruites i llegums). L'aigua del subsol és abundosa.

## Història
La ciutat va sorgir durant el protectorat francès al final del segle xix, per l'expansió de la vila de Saddaguia que actualment és un dels barris de la ciutat.
Sidi Bou Zid fou escenari, el 18 de desembre de 2010, d'enfrontaments entre civils i policia que van donar peu a la revolució tunisiana.

## Administració
La ciutat forma una municipalitat o baladiyya, amb codi geogràfic 43 11 (ISO 3166-2:TN-12).
Al mateix temps, està repartida entre dues delegacions o mutamadiyyes, Sidi Bouzid Ouest (codi geogràfic 43 51) i Sidi Bouzid Est (43 52), dividides les dues en dotze sectors o imades.